# Jefferson Sabino
Jefferson Sabino, född 4 november 1982, är en friidrottare från Brasilien. Han deltog vid olympiska sommarspelen 2008.